# 花子・2丁拳銃のまだまだこどもの時間
花子･2丁拳銃のまだまだこどもの時間（はなこ･にちょうけんじゅうのまだまだこどものじかん）は、毎日放送ラジオ（MBSラジオ）で2003年4月から2006年3月まで放送されていた番組。
2004年4月～2005年3月の間は仙台・TBCラジオにネットされていた。

## パーソナリティ
- 山田花子
- 2丁拳銃（川谷修士・小堀裕之）
- 河田直也（毎日放送アナウンサー）
- 吉原聖后（PARADISE GO!! GO!!）※2005年6月～

## 主なコーナー
- つかみハガキのコーナー
- 花子の女の闘い
- 花子とDr.コムロの人生相談
- へへへのへどろう
- ベストヒットカウントダウン
- ボーイズ&ガールズ
- 分からんことは俺らに聞け